# Hypocopra brefeldii
Hypocopra brefeldii är en svampart som beskrevs av Zopf 1883. Hypocopra brefeldii ingår i släktet Hypocopra och familjen kolkärnsvampar.  Arten är reproducerande i Sverige. Inga underarter finns listade i Catalogue of Life.